# Asosylus taiwanensis
Asosylus taiwanensis is een keversoort uit de familie knotshoutkevers (Bothrideridae). De wetenschappelijke naam van de soort werd in 1943 gepubliceerd door Heinze.